# Symboly Olomouckého kraje

Znak Olomouckého kraje

Vlajka Olomouckého kraje
Poměr stran: 2:3

Symboly Olomouckého kraje jsou znak, vlajka a logo. Znak a vlajku udělil kraji usnesením č. 87 ze dne 27. června 2001 předseda Poslanecké sněmovny Parlamentu České republiky Václav Klaus. Logo, které ale není oficiálním symbolem, bylo schváleno Radou Olomouckého kraje v roce 2007.

## Popis symbolů

### Znak
Oficiální popis: „Modro-zlatě čtvrcený štít, v prvním poli moravská orlice, ve druhém poli slezská orlice, ve třetím poli kosmé modré vlnité břevno, ve čtvrtém poli zlatá majuskulní písmena SPQO (2,2)“.

### Vlajka
Vlajka kraje je heraldická, tzn. odvozená z krajského znaku prostým přepisem na list o poměru stran 2:3.
Oficiální popis: „Modro-žlutý čtvrcený list, v horním žerďovém poli moravská orlice, v dolním žerďovém poli kosmý modrý vlnitý pruh široký jednu desetinu délky listu se třemi vrcholy a čtyřmi prohlubněmi. V horním vlajícím poli slezská orlice, v dolním vlajícím žlutá majuskulní písmena SPQO (2,2)“.

### Logo
Logo Olomouckého kraje je tvořeno stylizovanou pětilistou květinou a nápisem Olomoucký kraj. Okvětní lístky květiny mají přesně definované barvy:
| Barevný model | Světlezelená | Červená    | Sytá žlutá | Zelená      | Světlemodrá |
| ------------- | ------------ | ---------- | ---------- | ----------- | ----------- |
| Pantone       | 375          | 1797       | 1235       | 356         | 298         |
| CMYK          | 50,0,90,0    | 5,100,85,5 | 0,30,100,0 | 95,5,100,25 | 70,10,0,0   |

## Symbolika
První a druhé pole zaujímají historické znaky Moravy a Slezska, na jejichž historických územích se kraj rozkládá. Modré, kosmé, vlnité břevno ve třetím, zlatém poli symbolizuje řeku Moravu protékající lány zlaté pšenice úrodného hanáckého kraje a odpovídá směru toku řeky krajem. Zlatá písmena SPQO ve čtvrtém, modrém poli byla převzata ze znaku krajského města (Olomouc) a jedná se o zkratku latinského výrazu Senatus Populusque Olomucensis (česky Senát a lid olomoucký, viz SPQR). Písmena jsou ve znaku Olomouce od 12. listopadu 1758, kdy byla přidána Marií Terezií jako polepšení znaku za hrdinný odpor měšťanů proti Prusům při druhém pruském obléhání.
Krajské logo je, dle svého autora Jana Korába, pozitivní a přátelské. Květina je symbolickým příslibem příjemné vůně, svěžesti i perspektivy růstu. Pět okvětních lístků symbolizuje pět okresů kraje (Olomouc, Přerov, Prostějov, Šumperk, Jeseník).

## Historie

### Historie znaku a vlajky
Po vzniku krajů v dnešní podobě (s účinností od 1. ledna 2001) se tehdejší hejtman Olomouckého kraje Jan Březina rozhodl nevypisovat soutěž na nové krajské symboly (tak jak bylo obvyklé v jiných krajích), ale rovnou požádal uznávaného heraldika a vexilologa Jiřího Loudu o vytvoření návrhu. Louda (bydlící v Olomouci) během téhož dne (9. března 2001) dodal návrh, o kterém již delší dobu přemýšlel, a který radní bez námitek předložili zastupitelstvu kraje. To symboly schválilo 26. dubna 2001. Podvýbor pro heraldiku a vexilologii Poslanecké sněmovny Parlamentu symboly projednal 30. května 2001. Usnesením č. 265/2001 ze dne 13. června doporučil výbor pro vědu, vzdělání, mládež a tělovýchovu udělení znaku a praporu. Rozhodnutím č. 87 ze dne 27. června 2001 udělil kraji symboly předseda Poslanecké sněmovny Václav Klaus. Slavnostní předání dekretu do rukou hejtmana Olomouckého kraje Jana Březiny proběhlo v místnosti státních aktů Poslanecké sněmovny dne 14. srpna 2001.

Moravská orlice
Slezská orlice
Znak Olomouce

### Historie loga
Autorem loga z roku 2007 je Jan Koráb.